# Ewaldus Martinus Sedu
Ewaldus Martinus Sedu (ur. 30 lipca 1963 w Bajawa) – indonezyjski duchowny katolicki, biskup diecezjalny Maumere od 2018.

## Życiorys
Święcenia kapłańskie otrzymał 7 lipca 1991 i został inkardynowany do archidiecezji Ende. W 2005 został prezbiterem nowo utworzonej diecezji Maumere. Przez kilka lat pracował duszpastersko, a po odbytych w latach 1997–2001 studiach w Rzymie został wykładowcą międzydiecezjalnego seminarium w Ritapiret. W 2010 objął stanowisko rektora tegoż seminarium, a w 2015 powrócił do Maumere i otrzymał nominację na wikariusza generalnego diecezji.
14 lipca 2018 papież Franciszek mianował go biskupem diecezjalnym Maumere. Sakry udzielił mu 26 września 2018 jego poprzednik – biskup Gerulfus Kherubim Pareira.